# Rorqual de Bryde
El rorqual de Bryde (Balaenoptera brydei) és una de les espècies menys conegudes de rorqual. En comparació amb els altres rorquals, és relativament petit, amb un pes que no sobrepassa les 25 tones. A més, es diferencia d'altres balenes de la seva família pel fet que prefereix les aigües tropicals i temperades a les aigües polars. Fou anomenat en honor del mariner noruec Johan Bryde.